# Magnac-Lavalette-Villars
Magnac-Lavalette-Villars korábbi község Franciaországban, Charente megyében. Lakosainak száma 487 fő (2022. január 1.). Magnac-Lavalette-Villars Dignac, Fouquebrune, Ronsenac, Villebois-Lavalette és Boisné-La Tude községekkel határos.
2025. január 1-jén Gardes-le-Pontaroux korábbi községgel egyesült és az így létrejött Magnac-lès-Gardes új község része lett.

## Népesség
A település népessége az elmúlt években az alábbi módon változott:
| Lakosok száma | 291  | 317  | 365  | 415  | 423  | 434  | 440  | 445  | 459  | 487  |
|               | 1968 | 1982 | 1990 | 2006 | 2013 | 2015 | 2017 | 2019 | 2020 | 2022 |